# Volna, Kazanka
Volna (în ucraineană Волна) este un sat în comuna Oleksandrivka din raionul Kazanka, regiunea Mîkolaiiv, Ucraina.

## Demografie
Componența lingvistică a localității Volna
     Ucraineană (77,78%)
     Rusă (16,67%)
     Belarusă (5,56%)
Conform recensământului din 2001, majoritatea populației localității Volna era vorbitoare de ucraineană (77,78%), existând în minoritate și vorbitori de rusă (16,67%) și belarusă (5,56%).